# Linux-disztribúciók összehasonlítása

Tux, a pingvin; a Linux logója és kabalája

A Linux disztribúciók közötti különbségek fellelhetőek a hardvertámogatás, rendszerkonfiguráció vagy éppen a csomagkezelők tekintetében.
Az alábbi táblázat célja, hogy a különböző disztribúciók legutóbbi stabil kiadása alapján összegezze különböző szempontok alapján a disztribúciókat.

## Általános összefoglalás
Általános információk a disztribúciókról.
| Disztribúció             | Alkotó                          | Fejlesztő                        | Nyilvános megjelenés dátuma  | Melyik disztribúcióra alapozták   | Legutóbbi kiadás     | Célja                                           |
| ------------------------ | ------------------------------- | -------------------------------- | ---------------------------- | --------------------------------- | -------------------- | ----------------------------------------------- |
| ALT Linux                | ALT Linux csapat                | ALT Linux csapat / ALT Linux LLC | 2001-03-21                   | semelyik                          | 2019-06-05           | asztali felhasználás, munkaállomás, szerver     |
| Arch Linux               | Judd Vinet                      | dev csapat                       | 2002-03-11                   | semelyik                          | 2019-06-01           | általános                                       |
| BlackPanther OS          | Charles K. Barcza/Barcza Károly | blackPanther Projekt             | 2003                         | korábban Mandrake, majd független | 2019-04-06           | asztali és általános felhasználás, szerver      |
| Bodhi Linux              | Jeff Hoogland                   | The Bodhi Team                   | 2010-11-06                   | Ubuntu                            | 2018-08-21           | asztali felhasználás                            |
| Calculate Linux          | Mir Calculate, Ltd.             | Mir Calculate, Ltd.              | 2009-01-??                   | Gentoo                            | 2018-12-29           | szerver, desktop, live                          |
| CentOS                   | CentOS Project                  | CentOS Project                   | 2003-12-?                    | RHEL                              | 2018-12-04           | szerver                                         |
| CRUX                     | Per Liden                       | CRUX Linux közösség              | 2001-01-20                   | semelyik                          | 2018-05-13           | általános                                       |
| Debian                   | Ian Murdock                     | Debian Project                   | 1993-08-16                   | SLS                               | 2019-06-10           | általános                                       |
| Elive                    | Thanatermesis                   | Thanatermesis                    | 2005-01-01                   | Debian                            | 2019-04-28           | asztali felhasználás                            |
| Fedora                   | Fedora Project                  | Fedora Project                   | 2003-11-05                   | Red Hat Linux                     | 2019-04-30           | általános                                       |
| Freespire                | Lindows.com, Inc.               | Linspire, Inc.                   | 2002-03-?                    | Debian/Ubuntu(developing)         | 2007-09-25           | asztali felhasználás                            |
| Gentoo                   | Daniel Robbins                  | Gentoo Foundation, Inc.          | 2002-04-08                   | semelyik                          | 2016-05-27           | általános                                       |
| Kanotix                  | Jörg Schirottke (Kano)          | dev csapat                       | 2003-12-24                   | Debian, Knoppix                   | 2014-05-10           | live CD, asztali felhasználás                   |
| Knoppix                  | Klaus Knopper                   | dev csapat                       | ? pre-2003-01-19 (3.1)       | Debian                            | 2018-05-15           | live CD                                         |
| Linux Mint               | Clement Lefebvre                | dev csapat                       | 2006-08-27                   | Ubuntu                            | 2018-12-18           | asztali felhasználás                            |
| openSUSE                 | SUSE Linux / Novell             | Novell, Inc. & openSUSE közösség | 1994-03-?                    | SUSE Linux                        | 2019-05-22           | asztali felhasználás                            |
| Oracel Linux             | Oracle Corporation              | Oracle Corporation               | 2006-10.26                   | Red Hat Linux                     | 2022-11-23           | üzleti munkaállomás, szerver, adatbázis szerver |
| Pardus                   | TUBITAK                         | TUBITAK                          | 2005                         | Gentoo                            | 2019-03-04           | általános                                       |
| PCLinuxOS                | Bill Reynolds                   | dev csapat                       | 2003-11-?                    | Mandriva                          | 2019-02-24           | asztali felhasználás                            |
| Puppy Linux              | Barry Kauler                    | Puppy Foundation                 | 2002-07-12 (0.4)             | semelyik                          | 2016-10-24           | általános és portable                           |
| Red Hat Enterprise Linux | Red Hat                         | Red Hat                          | 2000-03-27 (RHL 6.2E (Zoot)) | Red Hat Linux                     | 2019-05-06           | üzleti munkaállomás, szerver                    |
| Sabayon Linux            | lxnay Design                    | dev csapat                       | ?                            | Gentoo                            | 2019-03-27           | asztali felhasználás                            |
| Slackware                | Patrick Volkerding              | dev csapat                       | 1993-07-16                   | SLS                               | 2016-07-01           | asztali felhasználás, munkaállomás, szerver     |
| SLAX                     | Tomas Matejicek                 | Tomas Matejicek                  | 2002-06-16                   | Slackware                         | 2019-04-28           | live CD                                         |
| SliTaz GNU/Linux         | Christophe Lincoln              | dev csapat                       | 2008-03-22                   | semelyik                          | 2018-11-18           | live CD                                         |
| Source Mage GNU/Linux    | Ryan Abrams, Eric Schabell      | dev csapat                       | 2002-06-?                    | Sorcerer                          | 2009-06-05           | általános                                       |
| SUSE Linux Enterprise    | SUSE Linux / Novell             | Novell, Inc. dev csapat          | 1994-03-?                    | SUSE Linux                        | 2018-06-25           | business asztali felhasználás, szerver          |
| Ubuntu                   | Canonical Ltd.                  | Canonical Ltd.                   | 2004-10-20                   | Debian                            | 2019-04-18           | asztali felhasználás, szerver                   |
| Kubuntu                  | Canonical Ltd.                  | Canonical Ltd.                   | 2005-04-08                   | Debian                            | 2019-04-18           | asztali felhasználás                            |
| Xubuntu                  | Canonical Ltd.                  | Canonical Ltd.                   | 2006-06-01                   | Debian                            | 2019-04-18           | asztali felhasználás                            |
| Ubuntu Studio            | Canonical Ltd.                  | Canonical Ltd.                   | 2007-05-11                   | Debian                            | 2019-04-18           | multimédia                                      |
| Zenwalk Linux            | Jean-Philippe Guillemin         | dev csapat                       | 2004-05-21 (as Minislack)    | Slackware                         | 2019-06-02           | asztali felhasználás, szerver                   |
| Disztribúció             | Készítő                         | Producer                         | Nyilvános megjelenés dátuma  | Melyik disztribúcióra alapozták   | Legutóbbi megjelenés | Célja                                           |

## Árak
- ingyenes: ALT Linux, Arch Linux, Asianux, Bodhi Linux, CentOS, CRUX, Debian, DeLi Linux, Devil-Linux, Fedora, Freespire, Gentoo, Kanotix, Knoppix, Kubuntu, Linux Mint, Lunar Linux, NUbuntu, openSUSE, Pardus, PCLinuxOS, Puppy Linux, SabayonLinux, Slackware, SLAX, SliTaz GNU/Linux, Source Mage GNU/Linux, Ubuntu, Ututo GNU/Linux, Xubuntu és a Zenwalk.
- ingyenes és fizetős változat is: BlackPanther OS, Zorin.
- fizetős: blackPanther Server, Elive, Novell Open Enterprise Server,[1] Red Hat Enterprise Linux,[2][3] SUSE Linux Enterprise.[4]

Megjegyzés: A „szabad szoftver” nem feltétlenül jelent „ingyenest”. A szabad szó ebben az esetben a szoftver szabadságára utal.

## Technikai információk (2021. november)
| Disztribúció             | Linux kernel | C fordítóprogram | Alapértelmezett fájlrendszer              | Alapértelmezett asztali környezet vagy X ablakkezelő                                    |
| ------------------------ | ------------ | ---------------- | ----------------------------------------- | --------------------------------------------------------------------------------------- |
| ALT Linux                | 5.14.17      | GCC 11.2.1       | ext3, ext4, XFS                           | KDE, MATE                                                                               |
| Arch Linux               | 5.14.16      | GCC 11.1.0       | nincs                                     | nincs                                                                                   |
| BlackPanther OS          | 4.18.16      | GCC 8.2.1        | ext4/ReiserFS                             | KDE                                                                                     |
| Bodhi Linux              | 5.4          | GCC 9.3.0        | ext3, ext4, JFS, ReiserFS, XFS            | Moksha                                                                                  |
| CentOS                   | 4.18         | GCC 8.4.1        | XFS                                       | GNOME                                                                                   |
| CRUX                     | 5.4.80       | GCC 10.2.0       | Btrfs, ext3, ext4, JFS, ReiserFS, XFS     | Openbox                                                                                 |
| Debian                   | 5.14.16      | GCC 11.2.0       | Btrfs, ext3, ext4, JFS, ReiserFS, XFS     | GNOME, KDE, Xfce, LXQt, MATE, Cinnamon. (telepítési adathordozótól függ)                |
| Elive                    | 4.19.208     | GCC 8.3.0        | ReiserFS, SquashFS                        | Enlightenment                                                                           |
| Fedora                   | 5.16.0       | GCC 11.2.1       | Btrfs, ext3, ext4, XFS                    | GNOME, KDE, Xfce, LXQt, Cinnamon, SoAS... (Gnome -on kívül a többi Spin-ként érhető el) |
| Gentoo                   | 5.15.1       | GCC 11.2.0       | ext3, ext4, JFS, ReiserFS, XFS            | nincs                                                                                   |
| Kanotix                  | 5.4.19       | GCC 8.3.0        | ext3, ext4, JFS, ReiserFS, XFS            | KDE, LXDE                                                                               |
| Knoppix                  | 5.10.10      | GCC 10.2.1       | XFS                                       | KDE                                                                                     |
| Linux Mint               | 5.4          | GCC 9.3.0        | Btrfs, ext3, ext4, JFS, ReiserFS, XFS     | Cinnamon, MATE, Xfce                                                                    |
| openSUSE                 | 5.14.14      | GCC 7.5.0        | Btrfs, ext3, ext4, JFS, ReiserFS, XFS     | GNOME, KDE, Xfce                                                                        |
| Pardus                   | 5.10.46      | GCC 10.2.1       | ext3, ext4                                | GNOME, Xfce                                                                             |
| PCLinuxOS                | 5.14.17      | GCC 11.2.0       | ext3, ext4, JFS, ReiserFS, Reiser4FS, XFS | KDE, MATE, Xfce                                                                         |
| Puppy Linux              | 5.4.53       | ?                | ext3                                      | JWM                                                                                     |
| Red Hat Enterprise Linux | 4.18         | GCC 8.4.1        | XFS                                       | GNOME                                                                                   |
| Sabayon Linux            | 4.20.16      | ?                | Btrfs, ext4                               | GNOME, KDE, Xfce, MATE, Fluxbox                                                         |
| Slackware                | 5.15.1       | GCC 11.2.0       | Btrfs, ext3, ext4, JFS, ReiserFS, XFS     | KDE, Xfce                                                                               |
| SLAX                     | 4.9.189      | ?                | ?                                         | Fluxbox                                                                                 |
| SliTaz GNU/Linux         | 3.16.55      | ?                | ?                                         | LXDE                                                                                    |
| Source Mage GNU/Linux    | ?            | GCC 11.2.0       | ext3, JFS, ReiserFS, XFS                  | nincs                                                                                   |
| SUSE Linux               | 5.14.14      | GCC 7.5.0        | Btrfs, ext3, ext4, JFS, ReiserFS, XFS     | GNOME                                                                                   |
| Ubuntu                   | 5.13.0       | GCC 11.2.0       | Btrfs, ext3, ext4, JFS, ReiserFS, XFS     | GNOME                                                                                   |
| Kubuntu                  | 5.13         | ?                | Btrfs, ext3, ext4, JFS, ReiserFS, XFS     | KDE                                                                                     |
| Lubuntu                  | 5.13         | ?                | Btrfs, ext3, ext4, JFS, ReiserFS, XFS     | LXQt                                                                                    |
| Xubuntu                  | 5.13         | ?                | Btrfs, ext3, ext4, JFS, ReiserFS, XFS     | Xfce                                                                                    |
| Zenwalk Linux            | 4.19.47      | GCC 9.1.0        | XFS, ext3, ReiserFS                       | Xfce                                                                                    |
| Disztribúció             | Linux kernel | C fordítóprogram | Alapértelmezett fájlrendszer              | Alapértelmezett asztali környezet vagy X ablakkezelő                                    |

Az alapértelmezett fájlrendszer oszlop azt mutatja, hogy alapértelmezetten milyen típusú fájlrendszerre telepíthető a disztribúció. A különböző fájlrendszerek (Btrfs, ext3, ext4, JFS, ReiserFS, Reiser4FS, SquashFS, XFS) némileg eltérő szolgáltatást nyújthatnak az operációs rendszer számára (pl.: naplózásban), illetve hasonló szolgáltatásokat némileg más módon, ezért fontos olyant választani, amit támogat a disztribúció. Az alapértelmezett fájlrendszer oszlop tehát csak az operációs rendszerre vonatkozik (/root, /home), az adatfájlok tárolási helye ettől eltérhet (pl: ntfs, fat).

## CPU architektúra támogatás
| Disztribúció                 | x86  | x86-64 | IA-64 | ppc  | ppc64 | sparc32 | sparc64 | arm  | hppa | mips | loongson | sh   | s390 | s390x | alpha | m68k |
| ---------------------------- | ---- | ------ | ----- | ---- | ----- | ------- | ------- | ---- | ---- | ---- | -------- | ---- | ---- | ----- | ----- | ---- |
| ALT Linux                    | Igen | Igen   | Nem   | Nem  | Nem   | Nem     | Nem     | Nem  | Nem  | Nem  | Nem      | Nem  | Nem  | Nem   | Nem   | Nem  |
| Arch Linux                   | Igen | Igen   | Nem   | Igen | Nem   | Nem     | Nem     | Nem  | Nem  | Nem  | Nem      | Nem  | Nem  | Nem   | Nem   | Nem  |
| BlackPanther OS              | Igen | Igen   | Nem   | Nem  | Nem   | Nem     | Nem     | Nem  | Nem  | Nem  | Nem      | Nem  | Nem  | Nem   | Nem   | Nem  |
| Bodhi Linux                  | Igen | Nem    | Nem   | Nem  | Nem   | Nem     | Nem     | Igen | Nem  | Nem  | Nem      | Nem  | Nem  | Nem   | Nem   | Nem  |
| CentOS                       | Igen | Igen   | Igen  | Nem  | Nem   | Nem     | Nem     | Nem  | Nem  | Nem  | Nem      | Nem  | Igen | Igen  | Igen  | Nem  |
| CRUX                         | Igen | Nem    | Nem   | Nem  | Nem   | Nem     | Nem     | Nem  | Nem  | Nem  | Nem      | Nem  | Nem  | Nem   | Nem   | Nem  |
| Debian                       | Igen | Igen   | Igen  | Igen | Igen  | Igen    | Igen    | Igen | Igen | Igen | Igen     | Igen | Igen | Igen  | Igen  | Igen |
| Elive                        | Igen | Nem    | Nem   | Nem  | Nem   | Nem     | Nem     | Nem  | Nem  | Nem  | Nem      | Nem  | Nem  | Nem   | Nem   | Nem  |
| Fedora                       | Igen | Igen   | Nem   | Igen | Igen  | Nem     | Nem     | Nem  | Nem  | Nem  | Nem      | Nem  | Nem  | Nem   | Nem   | Nem  |
| Gentoo                       | Igen | Igen   | Igen  | Igen | Igen  | Nem     | Igen    | Igen | Igen | Igen | Igen     | Igen | Igen | Igen  | Igen  | Igen |
| Kanotix                      | Igen | Igen   | Nem   | Nem  | Nem   | Nem     | Nem     | Nem  | Nem  | Nem  | Nem      | Nem  | Nem  | Nem   | Nem   | Nem  |
| Knoppix                      | Igen | Nem    | Nem   | Nem  | Nem   | Nem     | Nem     | Nem  | Nem  | Nem  | Nem      | Nem  | Nem  | Nem   | Nem   | Nem  |
| Linspire                     | Igen | Nem    | Nem   | Nem  | Nem   | Nem     | Nem     | Nem  | Nem  | Nem  | Nem      | Nem  | Nem  | Nem   | Nem   | Nem  |
| Linux Mint                   | Igen | Igen   | Nem   | Nem  | Nem   | Nem     | Nem     | Nem  | Nem  | Nem  | Nem      | Nem  | Nem  | Nem   | Nem   | Nem  |
| openSUSE                     | Igen | Igen   | Nem   | Igen | Nem   | Nem     | Nem     | Nem  | Nem  | Nem  | Nem      | Nem  | Nem  | Nem   | Nem   | Nem  |
| Pardus                       | Igen | Nem    | Nem   | Nem  | Nem   | Nem     | Nem     | Nem  | Nem  | Nem  | Nem      | Nem  | Nem  | Nem   | Nem   | Nem  |
| PCLinuxOS                    | Igen | Nem    | Nem   | Nem  | Nem   | Nem     | Nem     | Nem  | Nem  | Nem  | Nem      | Nem  | Nem  | Nem   | Nem   | Nem  |
| Puppy Linux                  | Igen | Nem    | Nem   | Nem  | Nem   | Nem     | Nem     | Nem  | Nem  | Nem  | Nem      | Nem  | Nem  | Nem   | Nem   | Nem  |
| Red Hat Enterprise Linux     | Igen | Igen   | Igen  | Igen | Igen  | Nem     | Nem     | Nem  | Nem  | Nem  | Nem      | Nem  | Nem  | Igen  | Nem   | Nem  |
| Sabayon Linux                | Igen | Igen   | Nem   | Nem  | Nem   | Nem     | Nem     | Nem  | Nem  | Nem  | Nem      | Nem  | Nem  | Nem   | Nem   | Nem  |
| Slackware                    | Igen | Nem    | Nem   | Nem  | Nem   | Nem     | Nem     | Nem  | Nem  | Nem  | Nem      | Nem  | Igen | Nem   | Nem   | Nem  |
| Slax                         | Igen | Nem    | Nem   | Nem  | Nem   | Nem     | Nem     | Nem  | Nem  | Nem  | Nem      | Nem  | Nem  | Nem   | Nem   | Nem  |
| SliTaz GNU/Linux             | Igen | Nem    | Nem   | Nem  | Nem   | Nem     | Nem     | Nem  | Nem  | Nem  | Nem      | Nem  | Nem  | Nem   | Nem   | Nem  |
| Source Mage GNU/Linux        | Igen | Igen   | Nem   | Igen | Nem   | Nem     | Nem     | Nem  | Nem  | Nem  | Nem      | Nem  | Nem  | Nem   | Nem   | Nem  |
| SUSE Linux Enterprise Server | Igen | Igen   | Igen  | Igen | Igen  | Nem     | Nem     | Nem  | Nem  | Nem  | Nem      | Nem  | Nem  | Igen  | Nem   | Nem  |
| Ubuntu/Kubuntu/Xubuntu       | Igen | Igen   | Igen  | Igen | Igen  | Igen    | Igen    | Igen | Igen | Nem  | Nem      | Nem  | Nem  | Nem   | Nem   | Nem  |
| Zenwalk Linux                | Igen | Nem    | Nem   | Nem  | Nem   | Nem     | Nem     | Nem  | Nem  | Nem  | Nem      | Nem  | Nem  | Nem   | Nem   | Nem  |
| Disztribúció                 | x86  | x86-64 | IA-64 | ppc  | ppc64 | sparc32 | sparc64 | arm  | hppa | mips | loongson | sh   | s390 | s390x | alpha | m68k |

## Csomagkezelés és telepítés
| Distribution             | Előre összeállított csomagok száma (körülbelül) | Forráskódot tartalmazó csomagok száma (körülbelül) | Grafikus felületen keresztül történő telepítés | Alapértelmezett csomagkezelők  | Csomag formátum |
| ------------------------ | ----------------------------------------------- | -------------------------------------------------- | ---------------------------------------------- | ------------------------------ | --------------- |
| ALT Linux                | 8300                                            |                                                    | Igen                                           | APT (apt-rpm), RPM             | RPM             |
| Arch Linux               | 15000                                           |                                                    | Nem                                            | Pacman                         | tgz             |
| BlackPanther OS          | 30.000+                                         |                                                    | Igen                                           | RPM Smart/Urpmi                | RPM             |
| Bodhi Linux              | ~1000                                           |                                                    | Igen                                           | APT                            | deb             |
| CRUX                     | 1155                                            |                                                    | Nem                                            | pkgutils                       | tgz             |
| CentOS                   | 1660                                            |                                                    | Igen                                           | RPM, yum/up2date               | RPM             |
| Debian                   | 26000                                           |                                                    | Igen                                           | APT                            | deb             |
| Elive                    | 20000                                           |                                                    | Igen                                           | APT                            | deb             |
| Fedora                   | 8000                                            |                                                    | Igen                                           | yum                            | RPM             |
| Gentoo                   |                                                 | 12000                                              | Igen                                           | Portage                        | ebuild          |
| Kanotix                  | 1200                                            |                                                    | Igen                                           | APT                            | deb             |
| Knoppix                  | 3600                                            |                                                    | Nem                                            | APT                            | deb             |
| Linux Mint               | 20000                                           |                                                    | Igen                                           | APT                            | deb             |
| openSUSE                 | 22000                                           |                                                    | Igen                                           | YaST, Zypper                   | RPM             |
| Pardus                   | 1600                                            |                                                    | Igen                                           | PiSi                           | .pisi           |
| PCLinuxOS                | 5025                                            |                                                    | Igen                                           | APT, RPM                       | RPM             |
| Puppy                    | 300                                             |                                                    | Igen                                           | PupGet, DotPup                 | .pup, .pet      |
| Red Hat Enterprise Linux | 3000                                            |                                                    | Igen                                           | RPM, yum                       | RPM             |
| Sabayon Linux            | 12000                                           |                                                    | Igen                                           | Portage, Entropy               | ebuild          |
| Slackware                | 544                                             |                                                    | Nem                                            | installpkg, upgradepkg         | tgz             |
| Slax                     | 2050                                            |                                                    | ?                                              | nincs                          | slax modules    |
| SliTaz GNU/Linux         | 448                                             |                                                    | Igen                                           | Tazpkg                         | .tazpkg         |
| Source Mage GNU/Linux    | 5514                                            |                                                    | Igen                                           | Sorcery csomagkezelő           | src             |
| SuSE                     | 22000                                           |                                                    | Igen                                           | YaST, Zypper                   | RPM             |
| Ubuntu                   | 23000                                           |                                                    | Igen                                           | APT                            | deb             |
| Kubuntu                  | 23000                                           |                                                    | Igen                                           | APT                            | deb             |
| Xubuntu                  | 23000                                           |                                                    | Igen                                           | APT                            | deb             |
| Zenwalk Linux            | ?                                               |                                                    | Igen                                           | netpkg, installpkg, upgradepkg | tgz             |
| Distribution             | Előre összeállított csomagok száma (körülbelül) | Forráskódot tartalmazó csomagok száma (körülbelül) | Grafikus felületen keresztül történő telepítés | Alapértelmezett csomagkezelők  | Csomag formátum |

## Live CD/DVD
| Disztribúció               | Méret                    | RAM igénye    | CD-ről bootol | DVD-ről bootol | Telepíthető live CD               |
| -------------------------- | ------------------------ | ------------- | ------------- | -------------- | --------------------------------- |
| ALT Linux Desktop or Lite  | <700MB                   |               | Igen          | Igen           | Nem                               |
| Austrumi                   | 50 MB                    |               | Igen          | Igen           |                                   |
| BlackPanther OS            | 700MB/1,2GB              | 256 -1024MB   | Igen          | Igen           | Igen                              |
| Bodhi Linux                | ~400 MB                  | 128 MB        | Igen          | Igen           | Igen                              |
| CentOS                     | ≈700 MB                  |               | Igen          |                | Igen                              |
| Debian Live                | 50 MB to 5 GB            |               | Igen          | Igen           | Igen                              |
| Elive                      | ~700 MB                  |               | Igen          | Igen           |                                   |
| Fedora Live CD             | 683 MB                   | 256 - 1024 MB | Igen          | Igen           | Igen                              |
| Freespire                  | <700 MB                  | 128 - 768 MB  | Igen          | Nem            | Igen                              |
| Kanotix                    | ~700 MB                  |               | Igen          | Igen           |                                   |
| Knoppix CD edition         | 700 MB                   | 128~320 MB    | Igen          | Igen           | Már csak a DVD verziót fejlesztik |
| Knoppix DVD "Maxi" edition | 4.7 GB                   |               | Nem           | Igen           |                                   |
| Knoppix STD                | 497 MB                   |               | Igen          | Igen           | Fejlesztés leállt                 |
| Linux Mint                 | ~700 MB                  | 256~768 MB    | Igen          | Igen           | Igen                              |
| openSUSE                   | ~700MB                   | 128~768 MB    | Igen          | Igen           | Igen                              |
| Parted Magic               | 30 MB                    |               | Igen          | Igen           |                                   |
| PCLinuxOS                  | 130MB - 700 MB           | 96~512 MB     | Igen          | Igen           | Igen                              |
| Puppy Linux                | 70 MB (standard edition) | 32~192 MB     | Igen          | Igen           | Igen                              |
| Red Hat Linux              |                          |               |               |                |                                   |
| Sabayon Linux Live CD      | ~695 MB                  |               | Igen          | Igen           | Igen                              |
| Sabayon Linux Live DVD     | ~4000MB                  |               | Nem           | Igen           | Igen                              |
| SLAX                       | <200 MB                  | 96~320 MB     | Igen          | Igen           |                                   |
| SliTaz GNU/Linux           | 25 MB                    |               | Igen          | Igen           | Igen                              |
| SystemRescueCD             | ~160 MB                  |               | Igen          | Igen           | Igen                              |
| TurnKey Linux family       | 120-170 MB               | ~128MB        | Igen          | Igen           | Igen                              |
| Ubuntu                     | ~700 MB                  | 384 MB        | Igen          | Igen           | Igen                              |
| Kubuntu                    | ~700 MB                  | 384 MB        | Igen          | Igen           | Igen                              |
| Xubuntu                    | ~700 MB                  | 256 MB        | Igen          | Igen           | Igen                              |
| Disztribúció               | Méret                    | RAM igénye    | CD-ről bootol | DVD-ről bootol | Telepíthető live CD               |

## Biztonsági szolgáltatások
| Disztribúció    | Compile Time Buffer Checks | Mandatory access control | Software executable space protection | grsecurity | RSBAC      |
| --------------- | -------------------------- | ------------------------ | ------------------------------------ | ---------- | ---------- |
| BlackPanther OS |                            | Opcionális               | Opcionális (PaX)                     | Opcionális | Opcionális |
| Fedora          | Igen                       | Igen (SELinux)           | Igen (Exec Shield)                   | Nem        | Nem        |
| Gentoo          |                            | Opcionális (SELinux)     | Opcionális (PaX)                     | Opcionális | Opcionális |
| SuSE            |                            | Igen (AppArmor)          |                                      |            |            |